# Bleach: Blade Battlers
The Bleach: Blade Battlers, è una serie di videogiochi, più precisamente sono dei picchiaduro a incontri tridimensionali dove si possono scegliere vari personaggi della popolare serie di anime e manga Bleach di Tite Kubo. Vi sono attualmente due giochi nella serie, entrambi sviluppati da Racjin e pubblicati dalla SCEI.

## Modalità di gioco
Nella serie di Blade Battlers, i giocatori prendono il controllo di uno dei personaggi possibili. Come nei giochi simili, l'idea è combattere contro l'avversario finché la barra di vita dell'altro non finisce e decreta il vincitore.
I giocatori possono usare le speciali abilità prese dalla serie, come l'abilità di Ichigo Kurosaki di sbloccare il proprio Bankai, o il controllo sul ghiaccio di Rukia Kuchiki attraverso la Zanpakuto. Alcune di queste abilità causa un effetto anche su tutta l'arena come la zanpakutō di Rukia che copre il campo di ghiaccio e l'avversario può scivolare.

## Storia

### Blade Battlers 1
Bleach: Blade Battlers è il primo videogioco della serie. 
Il gioco è stato pubblicato nel 12 ottobre 2006. Blade Battlers ha 22 personaggi selezionabili.

### Bleach: Blade Battlers 2
Bleach: Blade Battlers 2nd è il secondo capitolo della serie. Il gioco è stato pubblicato il 27 settembre 2007. Blade Battlers 2nd ha 36 personaggi giocabili.

## Personaggi giocabili
| Personaggi selezionabili     | 1  | 2  |
| ---------------------------- | -- | -- |
| Byakuya Kuchiki              | si | si |
| Gin Ichimaru                 | si | si |
| Grimmjow Jeagerjaques        | no | si |
| Hiyori Sarugaki              | no | si |
| Ichigo Kurosaki              | si | si |
| Ichigo Kurosaki (hollow)     | si | si |
| Ikkaku Madarame              | si | si |
| Izuru Kira                   | no | si |
| Jūshirō Ukitake              | no | si |
| Kenpachi Zaraki              | si | si |
| Kisuke Urahara               | si | si |
| Kon                          | si | si |
| Luppi Antenor                | no | si |
| Mayuri Kurotsuchi            | si | si |
| Momo Hinamori                | si | si |
| Orihime Inoue                | si | si |
| Rangiku Matsumoto            | si | si |
| Renji Abarai                 | si | si |
| Rukia Kuchiki                | si | si |
| Sajin Komamura               | si | si |
| Shigekuni Yamamoto-Genryūsai | no | si |
| Hirako Shinji                | no | si |
| Shunsui Kyōraku              | no | si |
| Shuhei Hisagi                | no | si |
| Soifon                       | si | si |
| Sōsuke Aizen                 | si | si |
| Tōshirō Hitsugaya            | si | si |
| Ulquiorra Schiffer           | no | si |
| Ururu Tsumugiya              | si | si |
| Uryū Ishida                  | si | si |
| Yachiru Kusajishi            | no | si |
| Yammy Rialgo                 | no | si |
| Yasutora Sado                | si | si |
| Yoruichi Shihōin             | si | si |
| Yumichika Ayasegawa          | no | si |